# Mirai no Kakera
"Mirai no Kakera" (jap. 未来の破片) − pierwszy singel japońskiej grupy muzycznej Asian Kung-Fu Generation, wydany 6 sierpnia 2003. Pochodzi z albumu Kimi Tsunagi Five M.

## Lista utworów
1. "Mirai no Kakera" (jap. 未来の破片)
2. "Entrance" (jap. エントランス Entoransu)
3. "Sono Wake o" (jap. その訳を)

## Twórcy
- Masafumi Gotō – śpiew, gitara
- Kensuke Kita – gitara, śpiew
- Takahiro Yamada – gitara basowa, śpiew
- Kiyoshi Ijichi – perkusja
- Asian Kung-Fu Generation – producent
- Yūsuke Nakamura – projekt okładki